# Ca-Ju
Ca-Ju é o maior clássico de futebol de Caxias do Sul e um dos maiores do estado do Rio Grande do Sul, já que é o confronto que reúne as agremiações  com mais títulos relevantes do interior gaúcho. Foram 93 vitórias do Caxias, 97 vitórias do Juventude e 99 empates.

## História

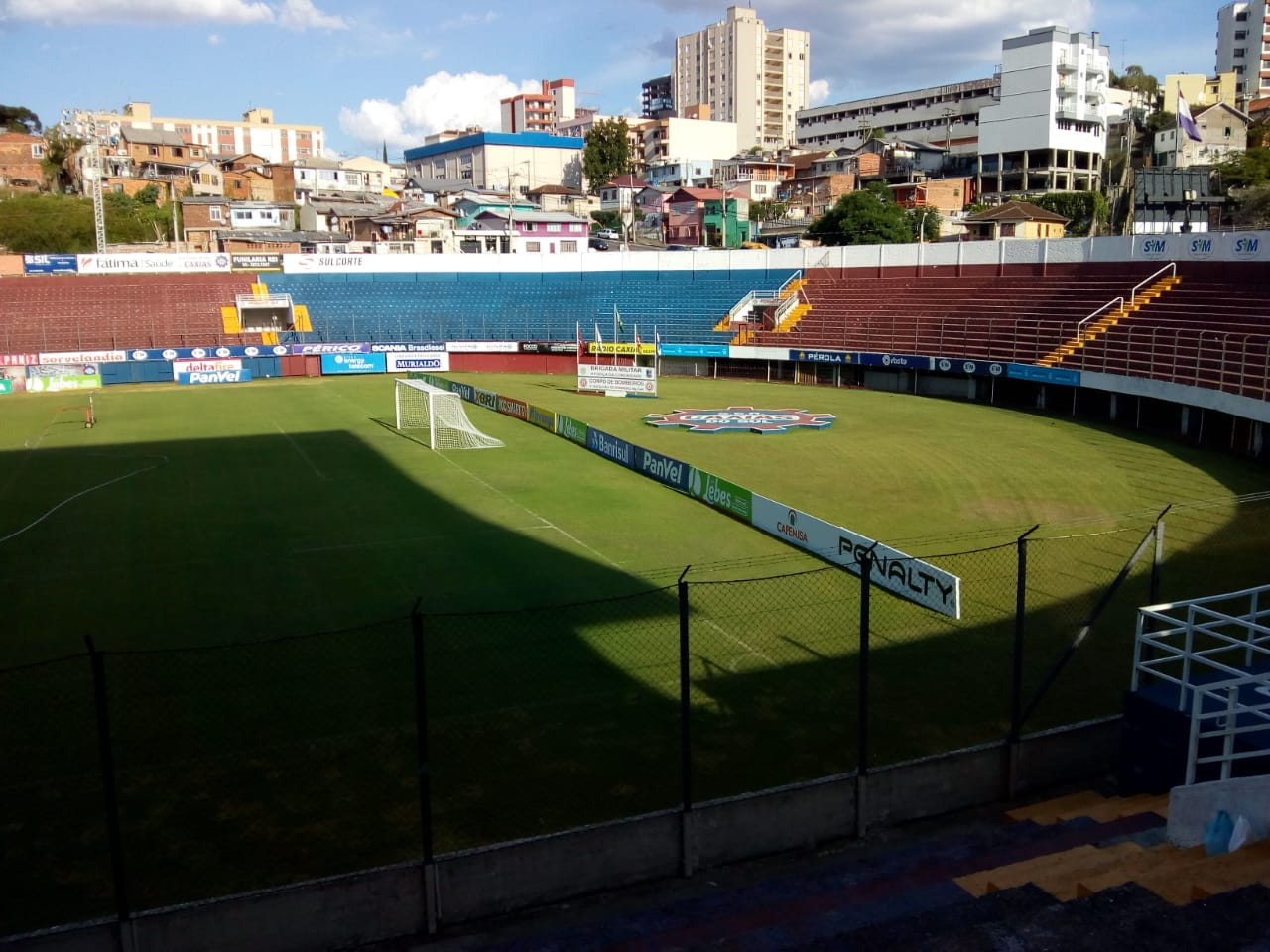
Estádio Centenário do Caxias

O clássico envolve as equipes da Sociedade Esportiva e Recreativa Caxias do Sul, campeã gaúcha de 2000 e o Esporte Clube Juventude, campeão brasileiro da Série B de 1994, campeão gaúcho de 1998 e da Copa do Brasil de 1999, entre muitos outros títulos citadinos e estaduais conquistados por estes dois clubes gaúchos.

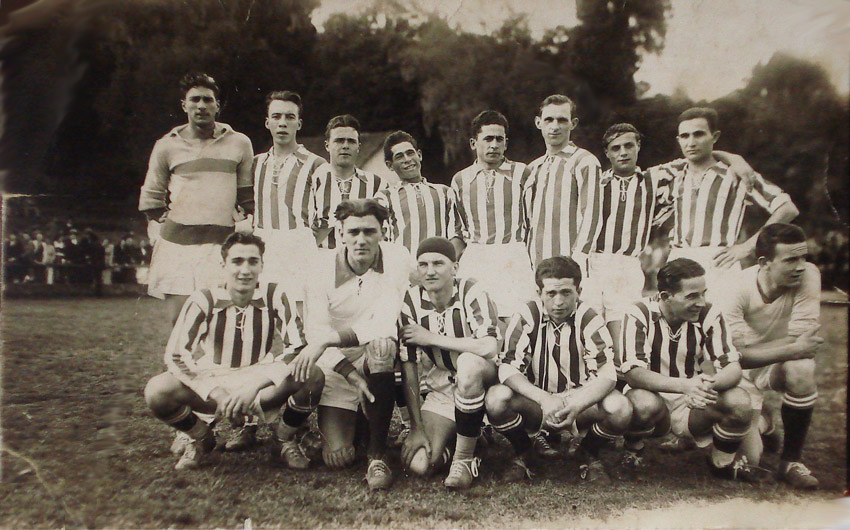
E. C. Juventude na Década de 1930

O primeiro clássico foi Flamengo (primeiro nome do Caxias) 3 a 1 Juventude, em 4 de agosto de 1935, pelo Campeonato da 2ª Região do Rio Grande do Sul.
As estatísticas dos clássicos Ca-Ju são motivo de polêmica, pois considerando-se o período em que o Caxias se chamava Flamengo, é do Juventude a vantagem no clássico. Após a sua mudança de nome, a vantagem é do Caxias.
Vale ressaltar, no entanto, que o Juventude discorda desses números, adotando as estatísticas elaboradas pelo historiador Francisco Michielin, que desconsidera algumas partidas de copas da FGF nas quais o clube utilizou jogadores da base, contabilizando outros não constantes nas estatísticas mais divulgadas.

## Estatísticas

### Números
O  jogo mais recente aconteceu em 1º de Fevereiro de 2025, pelo Campeonato Gaúcho, com mando do Caxias, terminando em 0x2 para o Juventude.
Anos sem Ca-Ju
Não aconteceram Ca-Jus em 1944, 1945, 1946, 1960, 1967, 1972, 1973, 1974, 1998, 2002, 2006 e 2007.
Tabu
No ano de 2025, o Juventude quebrou o jejum de 22 anos sem vencer na casa do rival, pelo Campeonato Gaúcho. 
Invencibilidade
O recorde de invencibilidade pertence ao Caxias: 12 Ca-Jus, entre 1981 e 1984, com 7 vitórias e 5 empates.
Maiores goleadas no Ca-Ju.

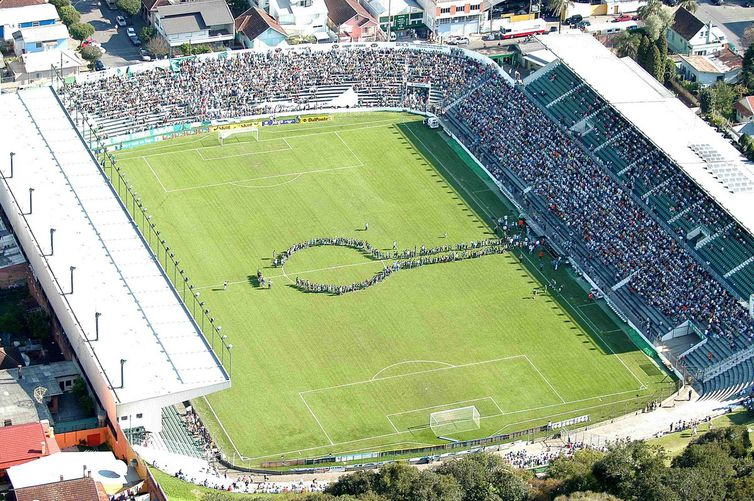
Estádio Alfredo Jaconi do Juventude

Caxias 5 a 0 Juventude*, em 27 de agosto de 2016, pela Super Copa Gaúcha.
*O Juventude não utilizou a equipe profissional na competição.¹³
Juventude 6 a 0 Caxias**, em 07 de agosto de 1949, pelo Campeonato Citadino de Caxias do Sul.¹⁴
**Atuando como Grêmio Esportivo Flamengo.
Clássico com mais gols
Flamengo 5 a 5 Juventude, 12 de março de 1950, Chacrinha (campo neutro), Torneio Festa da Uva.
Goleador
Remo Boscatto marcou quatro gols na vitória do Juventude por 5 a 2 em 31 de agosto de 1941, sendo o maior artilheiro em um único Ca-Ju.
Gol relâmpago
O gol mais rápido foi marcado por Mário Lopes, do Juventude, aos 14 segundos do 1º/T, em 8 de julho de 1956.
Jogadores
Aproximadamente 1.350 é o número de jogadores que já disputaram o Ca-Ju. Não se sabe o total exato, por conta de informações incompletas, notadamente na década de 1940.
Palcos
Quando o mando de campo é do Caxias, as partidas são disputadas no Estádio Francisco Stédile, o Centenário, com capacidade atual para 22.132 espectadores, assim como quando o mando é do Juventude as partidas são disputadas no Estádio Alfredo Jaconi, com capacidade para 19.824. Ambos os estádios já comportaram capacidades maiores, mas como os demais estádios do Brasil, tiveram as suas capacidades reduzidas para atenderem medidas de segurança e de conforto dos torcedores.
Laranja versus branco
A vitória por 1 a 0 do Juventude em 19 de fevereiro de 2015 marcou a primeira vez em que o Ca-Ju se realizou com as equipes jogando com os seus terceiros uniformes, o Juventude de laranja e o Caxias de branco.
Ca-Ju dos 80 anos
O empate por 0 a 0 no dia 9 de agosto de 2015, partida válida pelo Campeonato Brasileiro Série C, foi o primeiro após o clássico comemorar 80 anos, 5 dias antes.
Centésimo Ca-Ju pelo Campeonato Gaúcho
Considerando também o período anterior a 1962, pelo antigo Campeonato Metropolitano, a vitória do Caxias por 1 a 0 no Alfredo Jaconi em 18 de março de 2017 foi a 100ª partida pelo Gauchão. Com esse resultado foram 33 vitórias do Caxias, 29 do Juventude e 38 empates, com 95 gols do Juventude e 93 do Caxias, em partidas válidas pelo estadual, até então.
Bandeira cravada no Alfredo Jaconi
Após o clássico no dia 16 de março de 2017, no Alfredo Jaconi, casa do Juventude, vencido pelo Caxias por 1 a 0, o meia Wagner, jogador grená, pegou uma bandeira do clube, levou-a até o centro do gramado e cravou-a no campo do rival, como sinal de conquista. O acontecimento irritou a torcida juventudista. O meia Wagner ainda é motivo de lembrança e provocação entre as torcidas.

## Campeonato Brasileiro Série A
Pelo Campeonato Brasileiro Série A até hoje foram 3 jogos, com 3 empates:
1. Caxias 0–0 Juventude, 7.688, Estádio Centenário, 6 de novembro de 1977
2. Juventude 1–1 Caxias, 10.448, Estádio Alfredo Jaconi, 11 de dezembro de 1977
3. Caxias 0–0 Juventude, 10.008, Estádio Centenário, 23 de abril de 1978

Pela Seletiva do Campeonato Brasileiro de 1977, foram realizados 2 jogos, com 2 vitórias do Caxias:
1. Caxias 2–1 Juventude, 2.000, Estádio Centenário, 25 de setembro de 1977
2. Juventude 0–2 Caxias, N.D., Estádio Alfredo Jaconi, 2 de outubro de 1977

## Campeonato Brasileiro Série B
O Ca-Ju foi disputado em 6 ocasiões pelo Campeonato Brasileiro Série B, com 4 vitórias do Caxias e 2 do Juventude, 10 gols pró Caxias e 6 gols pró Juventude:
1. Juventude 1–0 Caxias, 1.868, Estádio Alfredo Jaconi, 15 de outubro de 1988
2. Caxias 2–1 Juventude, 2.224, Estádio Centenário, 29 de outubro de 1988
3. Caxias 4–1 Juventude, 647, Estádio Centenário, 12 de novembro de 1988
4. Juventude 0–1 Caxias, 425, Estádio Alfredo Jaconi, 26 de novembro de 1988
5. Juventude 1–2 Caxias, 3.012, Estádio Alfredo Jaconi, 18 de fevereiro de 1991
6. Caxias 1–2 Juventude, 1.368, Estádio Centenário, 7 de abril de 1991

## Campeonato Brasileiro Série C
O Ca-Ju foi disputado em 10 ocasiões pelo Campeonato Brasileiro Série C, com 2 vitórias do Juventude e 8 empates, 7 gols pró Juventude e 5 gols pró Caxias, considerados os jogos pelo Módulo Azul da Copa União 1987:
1. Caxias 1–1 Juventude, 934, Estádio Centenário, 13 de outubro de 1987
2. Juventude 1–0 Caxias, 1.041, Estádio Alfredo Jaconi, 1 de novembro de 1987
3. Juventude 1–0 Caxias, 2.583, Estádio Alfredo Jaconi, 25 de novembro de 1987
4. Caxias 1–1 Juventude, 2.770, Estádio Centenário, 28 de novembro de 1987
5. Juventude 0–0 Caxias, 9.938, Estádio Alfredo Jaconi, 31 de julho de 2010
6. Caxias 2–2 Juventude, 9.209, Estádio Centenário, 29 de agosto de 2010
7. Caxias 0–0 Juventude, 5.980, Estádio Centenário, 26 de abril de 2014
8. Juventude 1–1 Caxias, 3.252, Estádio Alfredo Jaconi, 7 de agosto de 2014
9. Juventude 0–0 Caxias, 3.741, Estádio Alfredo Jaconi, 24 de maio de 2015
10. Caxias 0–0 Juventude, 2.551, Estádio Centenário, 8 de agosto de 2015

## Maiores públicos
- Públicos pagantes.

1. Caxias 0–0 Juventude, 16.249, Estádio Centenário, 1 de setembro de 1979
2. Juventude 0–1 Caxias, 15.795, Estádio Alfredo Jaconi, 9 de abril de 2000
3. Caxias 3–0 Juventude, 14.450, Estádio Centenário, 14 de maio de 2000
4. Juventude 1–0 Caxias, 13.826, Estádio Alfredo Jaconi, 12 de maio de 2001
5. Caxias 1–3 Juventude, 13.059, Estádio Centenário, 14 de agosto de 1977

## Torcidas
O Caxias teria 93.000 torcedores e o Juventude 78.000, segundo pesquisa da Pluri Consultoria divulgada em 2 de janeiro de 2014.

## Publicações sobre o clássico Ca-Ju
Livros
- CÔRTES, Gustavo. Clássico Ca-Ju – Paixão e rivalidade. Caxias do Sul: Editora Maneco, 2008, 208 p. ISBN 978-85-7705-087-1